# ئی‌ام‌دی اف‌تی۳۶اچ‌سی‌دابلیو-۲
ئی‌ام‌دی اف‌تی۳۶اچ‌سی‌دابلیو-۲ (انگلیسی: EMD FT36HCW-۲) یک لوکوموتیو دیزلی ساخت شرکت جنرال موتورز الکترو-موتیو دیویژن بوده است.
این لوکوموتیو که مابین سال‌های ۱۹۸۶ تا ۱۹۸۷ تولید می‌شده دارای ۱۵۰ کیلومتر در ساعت سرعت نهایی و ۳۷۰۰ اسب بخار توان خروجی بوده و در کشور کره جنوبی مورد استفاده قراره میگرفته است.

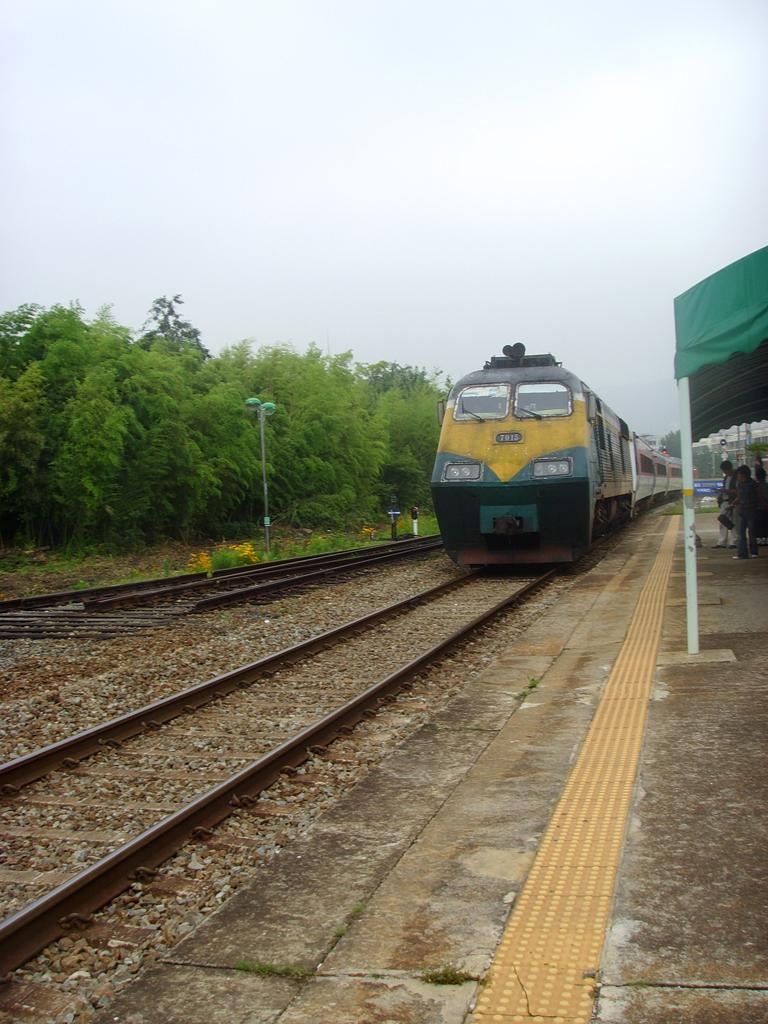
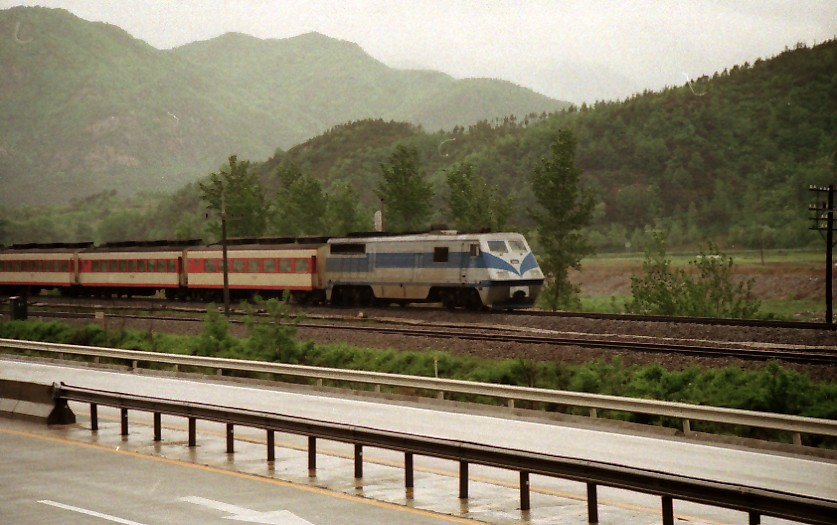